# تات-کوچوک
تات-کوچوک (انگلیسی: Tat-Kuchuk) یک شهرک در شهرستان شارانسکی استان باشقیرستان کشور روسیه است.